# Kefalos
Kefalos (Grieks: Κέφαλος) is een dorp in de deelgemeente (dimotiki enotita) Irakleides van de fusiegemeente (dimos) Kos, in de Griekse bestuurlijke regio (periferia) Zuid-Egeïsche Eilanden.
Kefalos ligt op het gelijknamige westelijke schiereiland van Kos, zo'n 15 kilometer van Luchthaven Kos (hemelsbreed 13 km) en ongeveer 40 kilometer van de hoofdstad Kos, die aan de oostkant van het eiland ligt (hemelsbreed 33 km). Het schiereiland is per bus bereikbaar en er is een veerdienst naar het dorp Mandraki op Nisyros, het vulkaaneiland dat tegenover de Baai van Kamari ligt. 
Het centrum van Kefalos oogt vrij authentiek en heeft weinig hotels of bezienswaardigheden, zodat er vooral dagtoerisme is. Het toerisme speelt zich voornamelijk af in Kamari, dat enkele honderden meters zuidoostelijker ligt, direct aan een baai. Deze baai vormt de haven van Kefalos en wordt Baai van Kamari of Baai van Kefalos genoemd.
Kefalos betekent "hoofd" en Kefalos was in de oudheid de hoofdstad van het eiland, maar de naam was toen anders; populair is de verklaring dat de naam zou verwijzen naar het schiereiland dat de vorm van een gierenkop heeft, maar dat is speculatie.

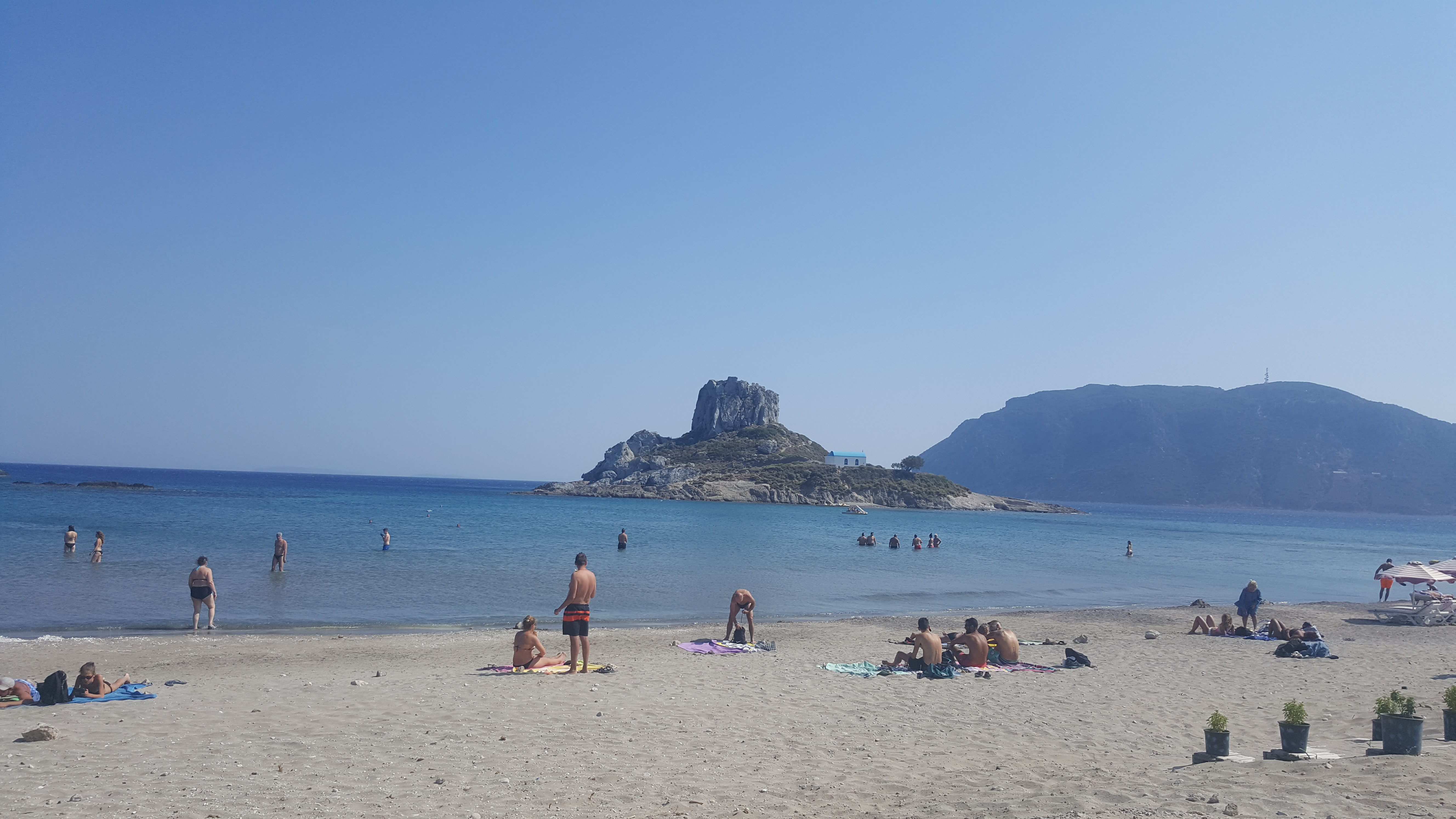
Kerk van Sint Nicolaas in Kefalos